# Kraisorn Sriyan
Kraisorn Sriyan (tiếng Thái: ไกรสรณ์ ศรียันต์, sinh ngày 16 tháng 11 năm 1983) là một cầu thủ bóng đá người Thái Lan thi đấu ở vị trí tiền đạo cho câu lạc bộ tại Thai League 3 MOF Customs United.

## Danh hiệu

### Câu lạc bộ
Buriram PEA
- Giải bóng đá Ngoại hạng Thái Lan (1): 2008